# Matvei Bozhko
Matvei Bozhko (Minsk, Bielorrusia, 10 de octubre de 1996) es un exjugador profesional bieloruso de hockey sobre hielo que se desempeñaba en la posición de defensor en Dinamo-Molodechno, equipo de la Liga Bielorrusa.

## Trayectoria
Sus comienzos fueron en el equipo Serebryanye Lvi de la Liga Rusa en la temporada 2013/14. Los siguientes equipos que jugó pertenecen a la Liga de Bielorrusia. Estuvo en el Dinamo Sub-20 en la temporada 2015/16. Perteneció al Molodechno por las siguientes 2 temporadas. En 2017/18 pasó al Mogilev. En el Baranavichy en la temporada 2018/19. El Lokomotiv Orsha la temporada siguiente.
En la temporada 2018/19 estuvo en Neman Grodno donde estuvo hasta la temporada 2020/2021. Para comenzar en el equipo de Molodechno en la temporada 2021/22 y 2022/23. 

## Vida personal
Estuvo en pareja con la jugadora de tenis bielorrusa Aryna Sabalenka hasta el 2020. 